# Zaur Mammadov
Zaur Sabir oglu Mammadov (Javanshir) (en azerí: Zaur Sabir oğlu Məmmədov (Cavanşir)) es un mayor general de las Fuerzas Especiales de las Fuerzas Armadas de Azerbaiyán, participante de la Guerra de los Cuatro Días y uno de los comandantes de las unidades de las Fuerzas Especiales de Azerbaiyán, Héroe de la Guerra Patria.

## Biografía
Zaur Mammadov nació en raión de Aghyabadi. Él es descendiente de Panah Ali Khan, el fundador y primer gobernante del Kanato de Karabaj que construyó la fortaleza de Shusha. Profesa la religión musulmana.
Actualmente Zaur Mammadov sirve en las fuerzas especiales de las Fuerzas Armadas de Azerbaiyán. Participó en la Guerra de los Cuatro Días. En la Guerra del Alto Karabaj comandó las fuerzas especiales de Azerbaiyán. Él fue nombrado primer comandante de Shusha y marchó con la Bandera de la Victoria, que se izó en Shusha, en el Desfile de la Victoria de 2020 en Bakú.
Zaur Mammadov fue ascendido al rango de mayor general el 7 de diciembre de 2020. El 9 de diciembre de 2020, por la orden del Presidente de Azerbaiyán, Ilham Aliyev, fue galardonado con la Medalla de Héroe de la Guerra Patria.

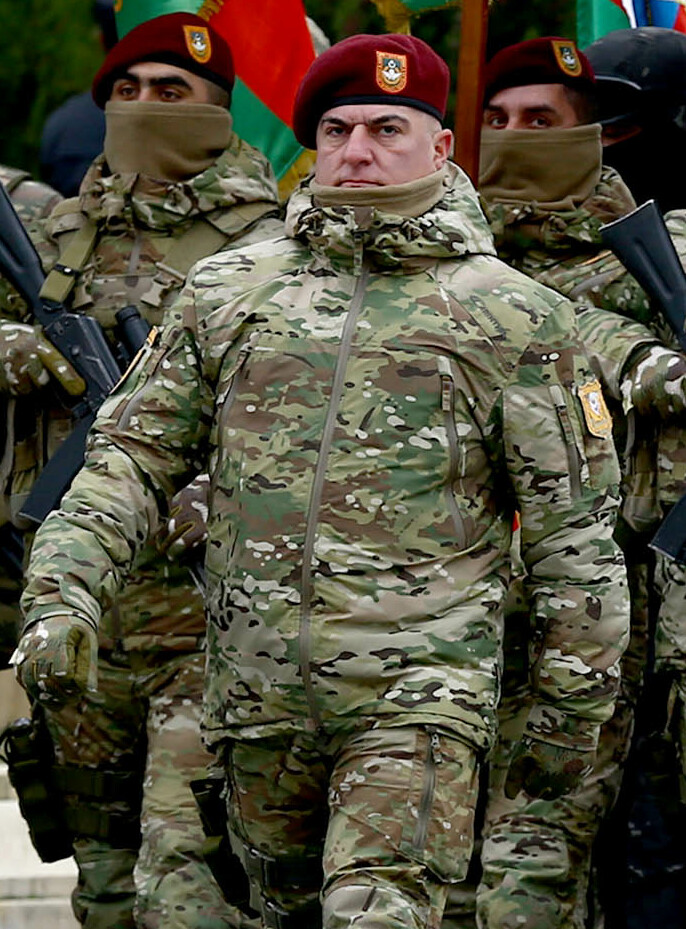
Zaur Mammadov en el Desfile militar de la Victoria de Azerbaiyán, en Bakú, el 10 de diciembre de 2020

## Premios y títulos
- Orden de la Bandera de Azerbaiyán (2005)[4]
- Medalla "Centenario del ejército azerbaiyano"
- Medalla de Héroe de la Guerra Patria (2020)[5]
- Medalla Por la liberación de Fuzuli (2020)[6]
- Medalla Por la liberación de Shusha (2020)[7]